# Бріа
Брі́а (фр. Bria; санго Bria) — місто в префектурі Верхнє Котто в Центральноафриканській Республіці. Розташоване на річці Котто.
Населення міста становить 35 204 особи (2003; 14786 в 1975, 22735 в 1988).